# 社鼠
社鼠（学名：Niviventer niviventer）为鼠科白腹鼠属的动物。分布于印度、尼泊尔、巴基斯坦、台湾岛以及中国大陆的海南、西藏等地，主要生活于林灌田野。该物种的模式产地在尼泊尔。

## 亚种
- 社鼠台湾亚种（学名：Niviventer niviventer culturatus），Thomas于1917年命名。分布于台湾岛等地。该物种的模式产地在台湾阿里山。[3]
- 社鼠海南亚种（学名：Niviventer niviventer lotipes），G. Allen于1926年命名。在中国大陆，分布于海南等地。该物种的模式产地在海南那大。[4]
- 社鼠缅甸亚种（学名：Niviventer niviventer mentosus），Thomas于1916年命名。在中国大陆，分布于西藏等地。该物种的模式产地在缅甸亲敦江上游次提。[5]